# Ngog Chöku Dorje
Ngog Chöku Dorje (tib. rngog chos sku rdo rje; geb. 1036; gest. 1102) oder Ngog Tön Chöku Dorje (rngog ston chos sku rdo rje) bzw. kurz Ngogtön (rngog ston) oder Ngog (rngog) aus der alten tibetischen Familie der Ngog (rngog) war einer der vier Hauptschüler Marpas (1012–1097) in der Kagyü-Linie des tibetischen Buddhismus. Dieser gab an ihn seine Hauptpraxis, das Hevajra-Tantra, weiter, als Teil einer Reihe von Tantras, die als die Sieben Mandalas von Ngog bekannt wurden.

## Ngog-Schule
Der Ngog-Zweig war eine unabhängige Linie der Kagyü-Schulrichtung, die von den Schülern mindestens bis zum 2. Drugchen Gyelwang Künga Peljor (rGyal-dbang Kun-dga' dPal-'byor; 1428–1476) übertragen wurde, der diese Übertragung erhielt, und 1476, als Gö Lotsawa die Blauen Annalen vollendete.

## Zitat
"Marpa hatte einen anderen Schüler namens Ngog Chöku-dorje (tib. rNgogChos-sku rdo-rje), der um die Chakrasamvara-Initiation gebeten hatte. Er lebte ungefähr einen Tagesritt entfernt. Als der Turm vollendet war, gebar die Frau Marpas, Dagmema (tib. bDag-med-ma), einen Sohn mit dem Namen Darma-dode (tib. Dar-ma mdo-sde). Zur Feier anlässlich der Geburt seines Sohnes sowie zur Feier des neunstöckigen Turmes, den Milarepa beendet hatte sandte Marpa eine Botschaft zu Ngog Chöku-dorje, um ihn zu informieren, dass er beabsichtige, eine Chakrasamvara-Initiation zu geben und er kommen solle.
Als Ngog Chöku-dorje kam, brachte er alles, was er besaß, Marpa als Opfergabe dar. Aber unter seinen Besitztümern war eine Ziege mit einem gebrochenen Bein gewesen, die nicht gehen konnte. Diese hatte er zurückgelassen. Marpa sagte: “Was ist los? Du hast die andere Ziege nicht mitgebracht? Ich ging durch solch schreckliche Schwierigkeiten um dreimal nach Indien zu gehen, um diese Belehrungen zu erhalten und das ist eine sehr wertvolle Initiation. Du musst zurückgehen und die Ziege holen.”"